# W酒店 (巴塞隆拿)
W酒店 (巴塞隆拿)（英語：W Barcelona，又名帆船酒店），位於西班牙巴塞隆拿的巴塞羅內塔，由著名建築師里卡多·波菲設計，酒店座落於7公頃填海得來的土地之上，共提供473個客房和67個套房。